# Oscar Cassini
Oskar Johann hrabě Cassini (italsky Oscar Giovanni Conte Cassini) (12. května 1837 Terst – 1921 Terst) byl rakousko-uherský admirál italského původu. U c. k. námořnictva sloužil od roku 1853 a zúčastnil se několika válek, později působil v námořní administraci na ministerstvu války a uplatnil se i v diplomacii. Jako velitel císařské jachty SMS Miramar doprovázel císařovnu Alžbětu na jejích cestách po Středomoří. V závěru kariéry byl velitelem námořního arzenálu v Pule (1895–1897) a v roce 1897 byl penzionován v hodnosti viceadmirála.

## Biografie

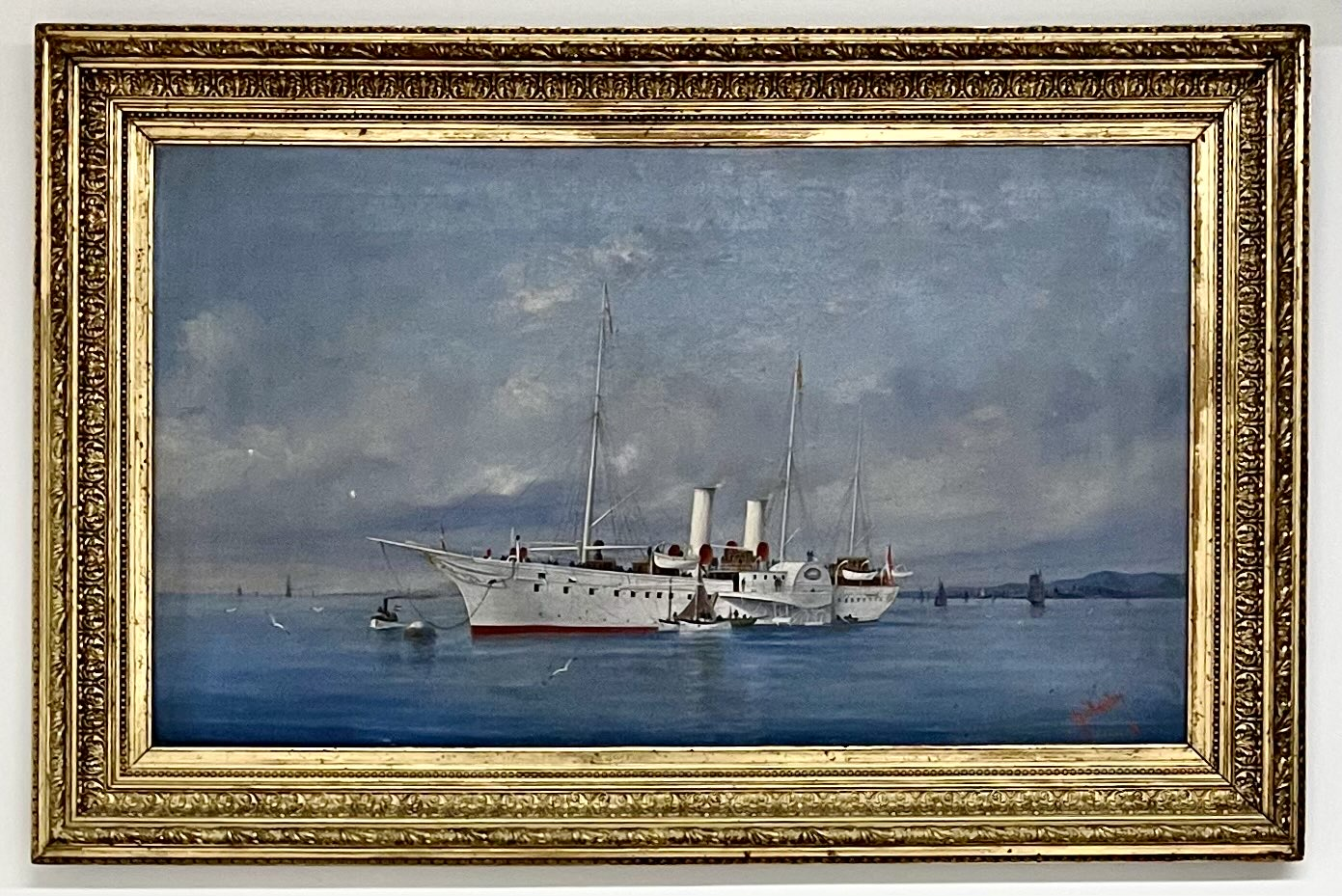
Císařská jachta SMS Miramar, na níž Oscar Cassini doprovázel císařovnu Alžbětu v letech 1886–1892

Pocházel z italské šlechtické rodiny usazené v době napoleonských válek v Rusku, byl synem hraběte Paula Cassiniho (1798–1875), ruského generálního konzula v Terstu a Benátkách. Studoval na námořní škole a v roce 1853 vstoupil do služeb rakouského válečného námořnictva. Jako kadet se stal příslušníkem námořní pěchoty a v letech 1853–1854 se na fregatě SMS Novara plavil po Jaderském moři a do Anglie. Sloužil také v obchodní a osobní dopravě, kromě toho vykonával povinnosti v přístavu v Benátkách a v roce 1858 získal hodnost praporčíka. Byl přidělen k oblastnímu námořnímu velitelství v Benátkách a Terstu, v roce 1862 byl povýšen na poručíka II. třídy a v roce 1866 se zúčastnil války s Itálií u břehů Černé Hory. V letech 1867–1869 byl v Pule velitelem námořních jednotek na pevnině a v roce 1869 obdržel hodnost poručíka I. třídy. Několik dalších let byl přidělen k námořnímu arzenálu v Pule. 
V roce 1879 byl povýšen na korvetního kapitána a v letech 1879–1883 působil na rakousko-uherském velvyslanectví v Londýně jako námořní atašé. Po návratu byl velitelem torpédového křižníku SMS Sebenico (1883–1884) a pancéřové fregaty SMS Erzherzog Ferdinand Mx (1885). Mezitím byl povýšen na fregatního kapitána (1884) a znovu působil také u námořního arzenálu v Pule, v roce 1885 byl krátce prezidentem Námořního technického výboru.
V letech 1888–1890 byl přednostou operační kanceláře v námořní sekci na ministerstvu války a v roce 1890 se na pozvání císaře Viléma II. zúčastnil manévrů německého námořnictva v Německu, Dánsku a Švédsku. Mezitím byl v roce 1886 povýšen na kapitána řadové lodi a téhož roku poprvé přidělen jako doprovod císařovně Alžbětě na jachtě Miramar. V roce 1888 ji doprovázel na Iónské ostrovy, v roce 1889 po Středomoří, na jaře 1891 do Neapole, na Sicílii a do Řecka a na podzim 1891 na Korfu a do Egypta. 
K datu 1. dubna 1893 byl povýšen do hodnosti kontradmirála, byl velitelem výcvikové eskadry, II. divize a v letech 1893–1895 velitelem oblastního námořního velitelství v Terstu. Nakonec v letech 1895–1897 zastával funkci velitele námořního arzenálu v Pule. Ke dni 1. listopadu 1897 byl penzionován v hodnosti viceadmirála.  Ve výslužbě se usadil v rodném Terstu, kde byl členem Rakouské společnosti pro podporu lodní dopravy (Österreichischer Flottenverein) a v roce 1911 zakladatelem C. k. jachtařské společnosti. 

## Rodina
Zemřel svobodný a bezdětný v Terstu v roce 1921. Jeho starší bratr Artur (1835–1919) byl diplomatem v ruských službách, velvyslancem v Číně, USA a Španělsku. Další bratr hrabě Eduard Cassini (1842–1913) žil také v Rusku, kde byl ceremoniářem u carského dvora. Jejich sestra Natalie (1832–1918) byla provdaná za c. k. generála jezdectva hraběte Wilhelma Westphalena z Fürstenbergu (1818–1883). Jejich dcera Olga  (1869–1958) byla manželkou hraběte Karla Coronini-Cronberga Olga Coronini-Cronberg žila v Gorici a na zámku Velenje v dnešním Slovinsku, kde byl Oscar Cassini častým hostem. Olga se stala jeho univerzální dědičkou, součástí dědictví byly kromě archiválii také hodinky darované císařovnou Alžbětou Cassinimu v roce 1886.

## Tituly a ocenění
Během služby u námořnictva se stal nositelem vysokých vyznamenání v Rakousku-Uhersku i v zahraničí.

### Rakousko-Uhersko
- Válečná medaile (1873)
- Služební odznak pro důstojníky III. třídy (1877)
- Řád železné koruny III. třídy (1890)
- rytířský kříž Leopoldova řádu (1897)
- Jubilejní pamětní medaile (1898)
- Vojenský jubilejní kříž (1908)

### Zahraničí
- Řád Medžidie III. třídy (1880, Osmanská říše)
- komandér Danebrožského řádu (1890, Dánsko)
- Řád červené orlice II. třídy (1891, Německo)
- komandér Řádu meče (1891, Švédsko)
- velkokříž Řádu Spasitele (1893, Řecko)
- velkodůstojník Řádu rumunské koruny (1896, Rumunsko)